# Stadtarchiv Bamberg
Das Stadtarchiv Bamberg ist das kommunale Archiv der kreisfreien Stadt Bamberg im bayerischen Oberfranken. Als solches verwaltet es das archivisch relevante Schriftgut der Stadt Bamberg, ihrer angehörigen Stiftungen und weiterer angeschlossener Gemeinden sowie Nachlässe, Archivbestände und Sammlungen bestimmter Institutionen und Privatpersonen mit lokaler Bedeutung. In seiner heutigen Eigenständigkeit existiert das Archiv seit 1932. Seit 1991 ist es im denkmalgeschützten Gebäude des ehemaligen ‚Chirurgischen Pavillons‘ in der Sandstraße untergebracht. Seine dort verwahrten Bestände reichen vom 13. Jahrhundert bis in die Gegenwart. 

## Geschichte

### Mittelalter und Frühe Neuzeit
Obgleich der Entwicklungsgrad sowie verwaltungstechnische Kompetenzen und Zuständigkeiten der Stadt die Existenz einer quasi-archivarischen Verwahrung von Materialen wie beispielsweise Urkunden und Siegelstempeln schon für die vorhergehende Zeit nahelegen, findet sich der erste konkrete Hinweis auf eine archivähnliche städtische Materialsammlung erst für das Jahr 1440. Nachdem angeblich ein Blitz in den über der Oberen Brücke gelegenen Turm des Alten Rathauses eingeschlagen hatte, wurden neben der dort vorhandenen Pulverkammer auch „magnificae urbis arcana ac priuilegia [die Geheimnisse und Privilegien der herrlichen Stadt]“ und somit eine große Anzahl wichtiger zeitgenössischer Dokumente zerstört. Während die Existenz eines städtischen ‚Geheim- und Schatzarchivs‘ etwa ab der Wende vom 13. zum 14. Jahrhundert plausibel scheint, muss jedoch vermerkt werden, dass diese auf den Historiographen Martin Hofmann zurückgehende und meist übernommene Darstellung vom Ende des 16. Jahrhunderts aufgrund des zeitlichen Abstandes und anderweitiger Indizien als fragwürdig einzustufen ist. Plausibel erscheint für die Zeit des Alten Reiches dagegen das Bestehen eines frühneuzeitlichen Kanzleiarchives, das als unter der Verantwortung eines Stadtschreibers stehende Mischung von Kanzlei, Registratur und Archiv verstanden werden kann.

### 19. Jahrhundert
Der Übergang des Hochstifts Bamberg an das Kurfürstentum Bayern 1802/03 brachte im Zuge von Säkularisation und staatlicher Vereinheitlichungs- und Zentralisierungspolitik für Bamberg enorme Änderungen mit sich, deren Auswirkungen auch die Zuständigkeit für archivarisches Schriftgut betraf. Eine organisatorische Trennung zwischen Registratur und Archiv war zunächst weiterhin nicht vorhanden; die Überlieferung lagerte vielfach in ungeordnetem, teilweise beschädigtem Zustand und unter schlechten konservatorischen Bedingungen in verschiedenen Räumen des Rathauses. Archivische Aufgaben wurden in dieser Zeit häufig von juristisch oder verwaltungstechnisch geschultem, aber nicht archivarisch ausgebildetem Personal nebenamtlich mitverwaltet, was eine systematische Erschließung oder Bewertung faktisch ausschloss.
In den 1830er Jahren begannen erste, eher punktuelle Reorganisationsansätze, etwa durch die Rückgabe ausgewählter historischer Urkunden und Dokumente aus staatlichem Besitz an die Stadt. Eine planvoll koordinierte Bewertung, Ordnung oder fachliche Betreuung des Archivguts erfolgte jedoch weiterhin nicht. Ab den 1870er Jahren wurde ein Teil des älteren Aktenmaterials, teils aus Platzgründen, teils zur besseren Sicherung, ausgelagert, unter anderem in Räumlichkeiten des ehemaligen Klosters Michelsberg. 1877 entstand dort ein erstes systematisch angelegtes Repertorium, das eine geordnete Übersicht über die historischen Bestände ermöglichte und damit einen wichtigen Schritt in Richtung archivischer Erschließung darstellte. Gleichwohl blieb das Archiv weiterhin formell und organisatorisch Teil der laufenden Zentralregistratur und wurde durchgehend ohne archivfachlich qualifizierte Leitung geführt, was den Aufbau einer eigenständigen Institution verzögerte.
Eine Nutzung durch die Öffentlichkeit war nur in Ausnahmefällen möglich und setzte in der Regel eine gesonderte Genehmigung durch die städtischen Behörden voraus. Das Archiv blieb ein verwaltungstechnisches Anhängsel ohne feste personelle oder räumliche Struktur. Erst im frühen 20. Jahrhundert begann eine langsame institutionelle Verselbstständigung, die – ausgehend von wachsendem historischen Interesse und professionellen Anforderungen – schließlich in die dauerhafte Einrichtung eines unabhängigen kommunalen Archivs mündete.

### 20. Jahrhundert
Das Jahr 1932 kann als eigentliches Geburtsdatum des Stadtarchivs als Organisationseinheit modernen Verständnisses gelten, da in diesem Jahr die seit 1907 vorerst im Staatsarchiv verwahrten, älteren städtischen Dokumente in die Verfügungsgewalt der Stadt zurückkehrten, mit Beständen der städtischen Stiftungen und jüngeren Aktensammlungen vereinigt und eigenständig zusammengefasst wurden. Damit ging eine fundamentale Verbesserung der personellen Bedingungen einher: Die erstmalige Einstellung eines hauptamtlichen Facharchivars ermöglichte die Intensivierung von Erschließungsmaßnahmen und Auskunftsdiensten. An die bereits im 19. Jahrhundert von Historikern erstellten Urkundenregesten anknüpfend konnten ab 1946 unter Mitwirkung professionellen Archivpersonals auch die älteren Akten- und Rechnungsserien durch Findbücher systematisch erschlossen werden. Seit den 1980er Jahren wurden zudem zahlreiche jüngere, inzwischen übernommene Aktenbestände sowie verschiedene Sammlungen geordnet und – zunehmend unter Einsatz moderner Datenverarbeitungstechnik – verzeichnet.

## Historische Standorte

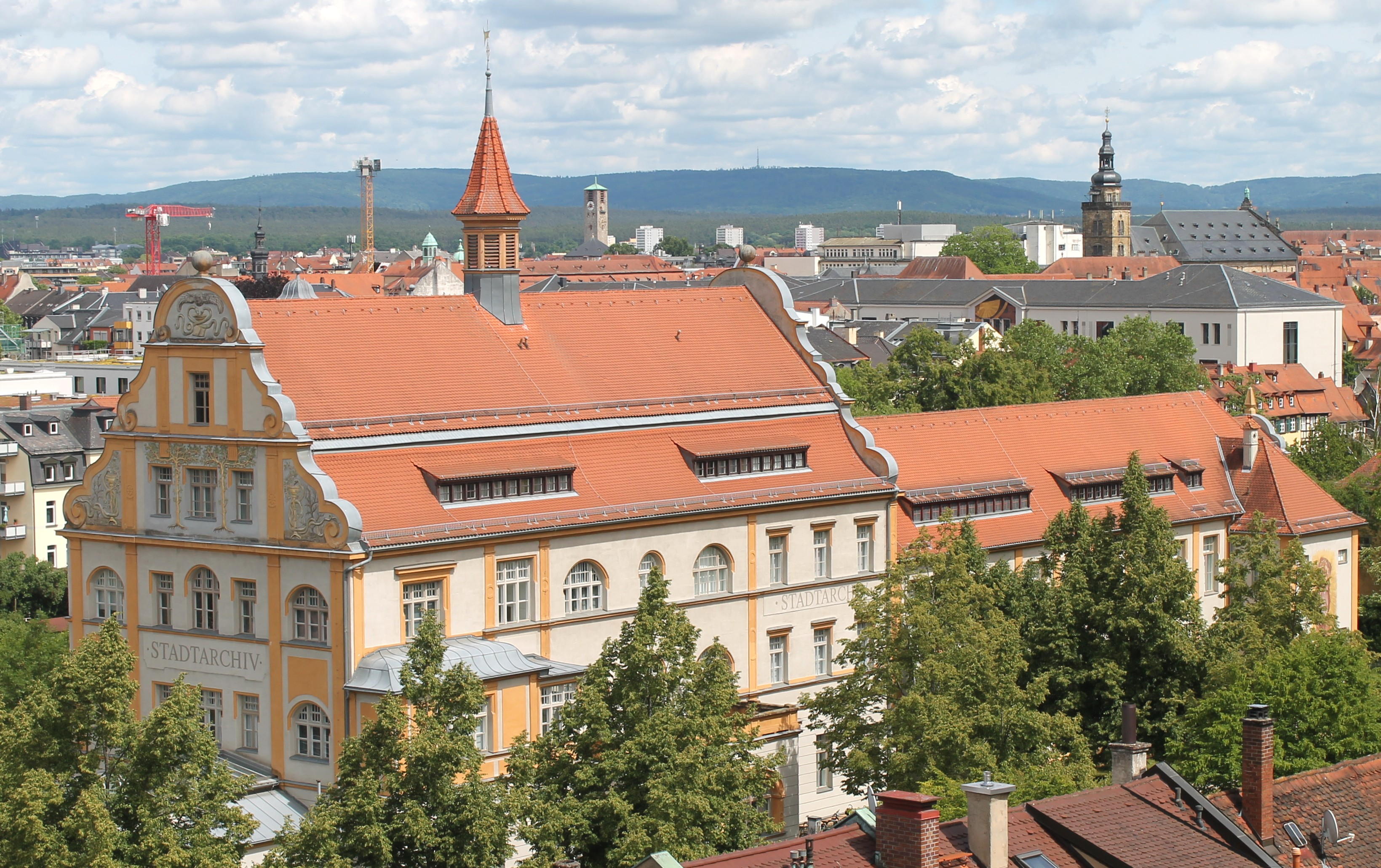
Heutiger Archivstandort: Der ‚Chirurgische Pavillon‘, 2025

Nachdem es vormals in der Hainstraße 39 (Kreisarchiv bzw. Staatsarchiv) untergebracht worden war, erhielt das Stadtarchiv nach einer Zwischenlagerung im Alten Rathaus, einem Gebäude in der Hainstraße 18 und weiterer verstreuter Lagerorte 1938 seine erste vollkommen eigene Adresse in der Hainstraße 19 – einem ehemals jüdischen Anwesen, das kurz zuvor (höchstwahrscheinlich im Rahmen der Arisierungspolitik) von der Stadt „erworben“ worden war. Nach Beschlagnahmung der ohnehin nur mangelhaft geeigneten Räumlichkeiten durch die siegreichen Alliierten fiel 1951 die Entscheidung, einige vom Erzbischöflichen Ordinariat Bamberg angebotene Räume am Domplatz 2 auf dem Domberg anzumieten. Da sich auch die dortige Lagerung als unzweckmäßig erwies und 1970 das Mietabkommen von Seiten der Erzdiözese aufgekündigt wurde, beschloss der Stadtrat 1973 den Umzug des Stadtarchivs in die Franz-Ludwig-Straße 7 c. Überlegungen, das Gebäude den archivarischen Arbeitsbedürfnissen weiter anzupassen, wurden durch den Beschluss, den 1991 fertig umgebauten „Chirurgischen Pavillon“ in der Unteren Sandstraße 30 a zum neuen Archivstandort zu bestimmen, gegenstandslos.

## Gebäude

### Historischer Hintergrund

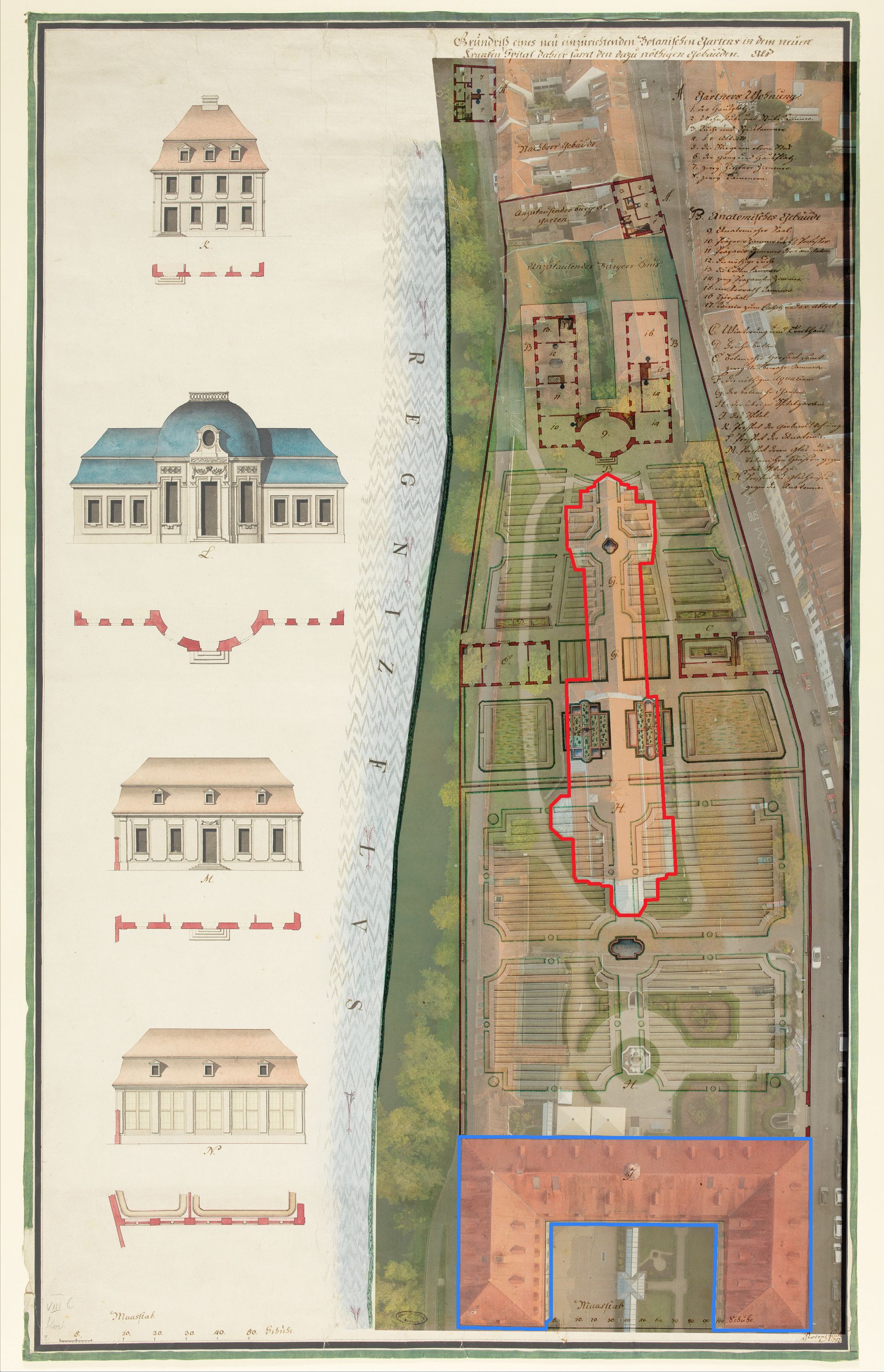
Lageplan des Allgemeinen Krankenhauses von Johann Lorenz Fink aus dem Jahr 1792 mit darüber gelegter Drohnenfotografie: Krankenhausbau (blau) und Chirurgie (rot)

Das derzeit als Archivräumlichkeiten genutzte, direkt an der Regnitz liegende Gebäude des ehemaligen Chirurgischen Krankenhauses wurde in den Jahren 1899 bis 1901 vom Bamberger Stadtbaumeister Hans Jakob Erlwein entworfen und erbaut, der vor seinem Weggang nach Dresden mehrere größere Projekte wie die Luitpoldschule, das Eltwerk (bzw. die heutige Volkshochschule) und den ehemaligen Schlachthof auf dem Gelände des späteren Erlwein-Quartiers für die Stadt plante und durchführte. Hierher rührt der inoffizielle Zweitname des Gebäudes, „Erlweinbau“. Ursprünglich wurde mit der Errichtung einer chirurgischen Abteilung das 1789 von Hofwerkmeister Johann Lorenz Fink und dem ihn unterstützenden Würzburger Hofarchitekten Johann Philipp Geigel auf Geheiß Fürstbischofs Franz Ludwig von Erthal erbaute Allgemeine Krankenhaus zu Bamberg (auch: „Erthalbau“; seit 1990: Hotel Residenzschloss) erweitert. Unter der fachkundigen Beratung des Mediziners Dr. Adalbert Friedrich Marcus galt das Krankenhaus aufgrund seiner Konzeption und Ausstattung damals als das modernste seiner Art in Europa. Als solches genoss es international einen ausgezeichneten Ruf und diente als Vorbild vieler weiterer Krankenhausbauten. Hieran anknüpfend sollte, wie Erlwein stolz betonte, auch die Ausstattung der neuen chirurgischen Einrichtung – mit sowohl Dampfzentralheizung und innerhäuslichen Klingelanlagen als auch Kalt- und Warmwasserzufluss in allen Patienten- und Personalräumen, doppelt verglasten Fenstern sowie elektrischer Gesamtbeleuchtung – den höchsten zeitgenössischen Ansprüchen Rechnung tragen: „Die innere Einrichtung soll vollkommen und vollständig den neuesten Erfahrungen der Chirurgie und Technik entsprechend beschaffen werden.“

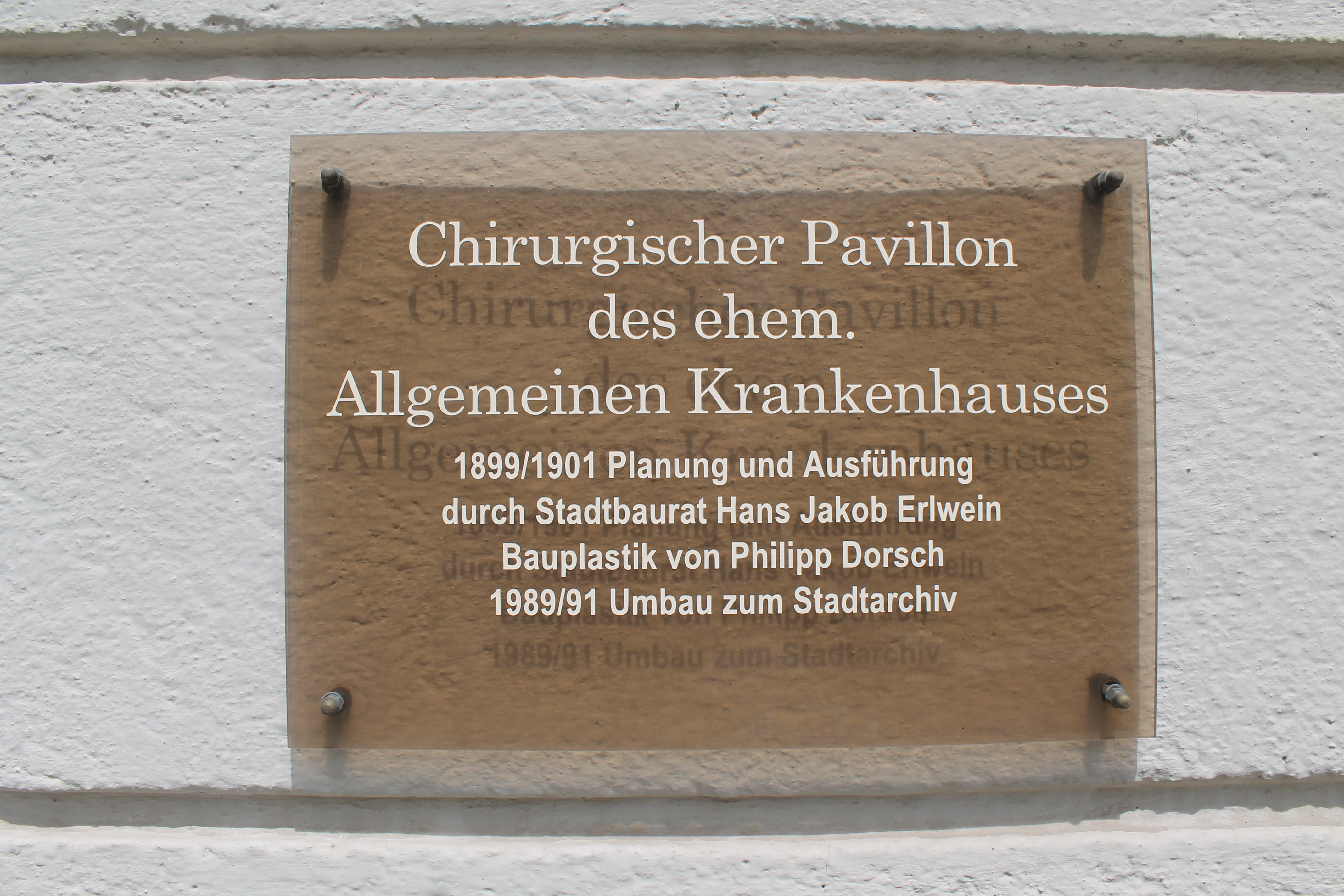
Infotafel zum historischen Hintergrund des Archivgebäudes, 2025

 Insgesamt beliefen sich die Kosten des im Auftrage der städtischen Kollegien unter dem ersten Bamberger Bürgermeister August Ritter von Brandt durchgeführten Projektes auf rund 350.000 Mark. Wie die anderen Arbeiten Erlweins während seines Aufenthalts in Bamberg von 1898 bis 1905 entstand die Chirurgie vor dem Hintergrund bedeutender sozialer Veränderungen seit der Mitte des 19. Jahrhunderts, namentlich einer steigenden Bevölkerungszahl und der voranschreitenden Industrialisierung. Räumliche Engpässe im Erthalbau hatten trotz fehlender finanzieller Mittel zum Bau eines neuen Krankenhauses die Schaffung einer ausgelagerten Chirurgie notwendig gemacht, deren Umfang im weiteren 20. Jahrhundert (etwa um eine Abteilung für Röntgendiagnostik) mehrmals baulich erweitert wurde. Hinzu kamen der Einbau abgehängter Decken in den Krankensälen, die Unkenntlichmachung der Rampen im Außenbereich durch Abbruch oder Auffüllen, das Ersetzen der aufgeglasten Operationssäle durch geschlossene Kuben, der Abbruch der Altane und das Entfernen der Dachreiter. Die ursprünglich farbige Gestaltung der Fassade und der Stuckierungen verblasste. Erst als auf Basis eines Gutachtens von Seiten der Stadt 1964 der Bau eines neuen Krankenhauses beschlossen worden war, erfolgte 1984 schließlich die Gründung des neuen Bamberger Klinikums am Bruderwald.
Dank eines Stadtratsbeschlusses wurde der ursprüngliche Plan, den Erlweinbau zugunsten eines Busbahnhofes abzureißen, abgeändert. Durch Rück- und Umbaumaßnahmen (beginnend mit dem Abriss der neueren Operationssäle und zugehörigen Anbauten bis hin zur – erneuten – Hinzufügung einer Parkanlage) konnte dem Stadtarchiv 1991 ein aufgrund von Lagerraumknappheit dringend benötigter neuer Standort zur Verfügung gestellt werden. Als Grundlage der vorherigen Umbauplanung konnten die noch in Stadtbesitz befindlichen Originalpläne Erlweins herangezogen werden. Erklärtes Ziel war die weitestgehende Wiederherstellung des ursprünglichen Aussehens nach außen, während das Innere den Bedürfnissen des Archivs angepasst werden musste. Wo immer möglich, räumte man einer Erhaltung der ursprünglichen Bausubstanz Priorität ein und orientierte sich im Fall der Rekonstruktion am Stil des historischen Vorbilds. So bemühte man sich im Fall des Haupttreppenhauses darum, dieses durch eine Neugestaltung des Aufzugsschachtes und Wiedereinfügen der farbigen Glasfenster behutsam in neuer Pracht erstrahlen zu lassen. Insgesamt beliefen die Kosten des Umbaus sich auf rund 12.200.000 DM, von denen die reinen Baukosten ca. 10.000.000 DM betrugen. Da es sich beim Erlweinbau um ein überregional städtebaulich bedeutendes Baudenkmal (Aktennummer: D-4-61-000-694) handelt, beteiligte die Stadt Bamberg sich mit etwa einem Drittelanteil an der Umbaufinanzierung; dazu kamen 90.000 DM des Bayerischen Amtes für Denkmalpflege.

### Architekturmerkmale
Grundsätzlich teilt das Gebäude der ehemaligen Chirurgie sich in einen nordwestlichen, dreistöckigen Funktionsbau und einen gen Südosten gelegenen, zweistöckigen Bettentrakt ein. Zählt man den querschiffartigen Abschluss des Bettentraktes separat, so kann jedoch auch eine Dreiteilung konstatiert werden. Beiden Hauptgebäudeteilen sind nach wie vor niedrigere Anbauten wie Rampen und Altanenvorbauten angegliedert. In seiner Längsachse nimmt die vormalige Chirurgie Bezug auf die Mittelachse des gegenüberliegenden Erthalbaus und passt sich zugleich dem Verlauf der Unteren Sandstraße an. Der Großraum des ehemaligen Bettentraktes legte dabei die Nutzung als künftiges Archivmagazin nahe, während der vormalige Behandlungstrakt im Kopfbau neben Arbeitsräumen auch Ausstellungs-, Besucher- und Seminarräume bot. Mit Beschluss des Bausenates wurde 1986 die Architektengemeinschaft Bauernschmitt, Geyer, Heinlein mit der Sanierung beauftragt, deren Ziel eine Vereinigung moderner archivarischer Ansprüche mit möglichst weitgehender Erhaltung (und Rekonstruktion) des historischen Baubestandes war.

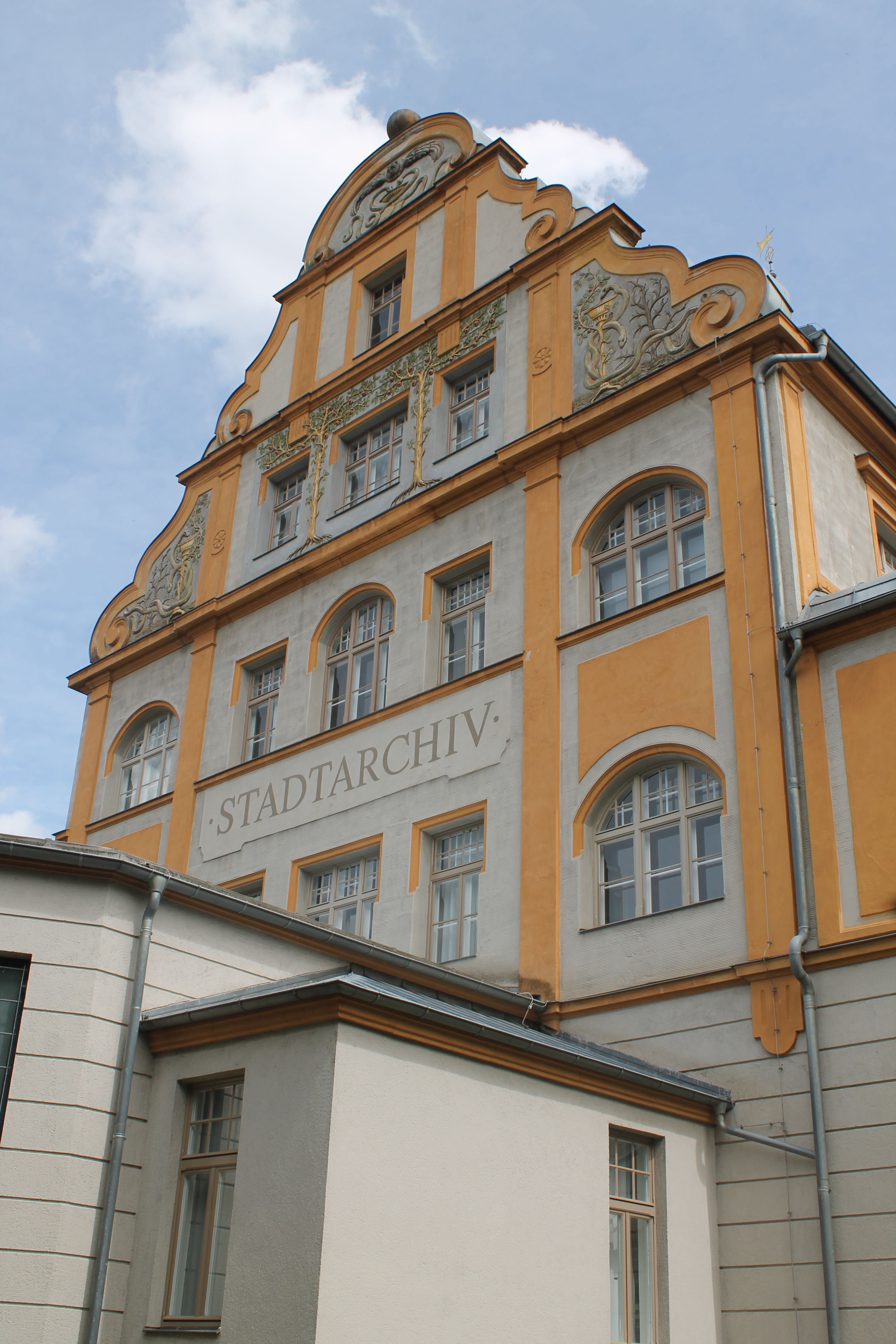
Nordwest-Giebel des Stadtarchivs, 2025

 Basierend auf einem formalistischen Ansatz lässt die äußere Architektur sich dem eklektizistischen Historismus zuordnen, welcher Elemente der deutschen Renaissance-, Barock- und damals neuartigen Jugendstilarchitektur miteinander verschmilzt. Erlwein schuf auf diese Weise bewusst einen Kontrast zwischen der modernen Einrichtung und einem traditionell anmutenden Äußeren der Chirurgie.  Während bspw. die Baustoffe und Grundrissgestaltung selbst funktional gewählt waren, lehnte die Komposition der Giebel, Lisenen, Gesimse und Fensterumrahmungen sich dezidiert an die deutsche Renaissance, die flächig angelegten, teils floralen, teils figürlich-allegorischen Stuckdekorationen an den Jugendstil an. Dabei sollte das Gebäude sich durch eine Harmonie von Eleganz und simpler Form zuvörderst in die vorgefundene Ästhetik der Umgebung einfügen:
„Das landschaftliche Bild [...] mit dem ehrwürdigen Dome, der Residenz, dem Michaelsberge mit seinen schönen Gartenpavillons, seinem Spital und seiner Kirche, verlangt am Flusse des Berges einfache aber kräftige Formen und bedingt in der äusseren Erscheinung Ruhe. Die in deutscher Renaissance gehaltene Architektur, in Terranova-Fassadenputz mit einfacher Hausteingliederung ausgeführt, präsentirt [sic!] sich würdig und ernst, und in ihrer Einfachheit spricht sie belebend an.“
Auffallend lebendig wirken dagegen die dekorativen, zum Betrachter ‚sprechenden‘ Fassadenelemente des Baus. Zu nennen ist hier einerseits das (vermutlich im Sinne eines Gnadenbildes) zur Straße hin aufgemalte Madonnen-Fresko, zum anderen zwei dem Fluss zugewandte plastische Reliefs, deren Motive Heilung und Vitalität thematisieren: ‚Die Barmherzigkeit‘, auf dem ein Verletzter von einem Engel versorgt wird, und ‚Alter und Jugend am Lebensbrunnen‘, welches das Zusammenkommen dreier Personen unterschiedlichen Alters am Quell des Lebens darstellt. Für die farbige Inszenierung der Volutengiebel und Reliefs beauftragte Erlwein den Bamberger Bildhauer Philipp Dorsch, derweil die Madonna vom Münchner Kunstmaler Bonifaz Locher gestaltet wurde.

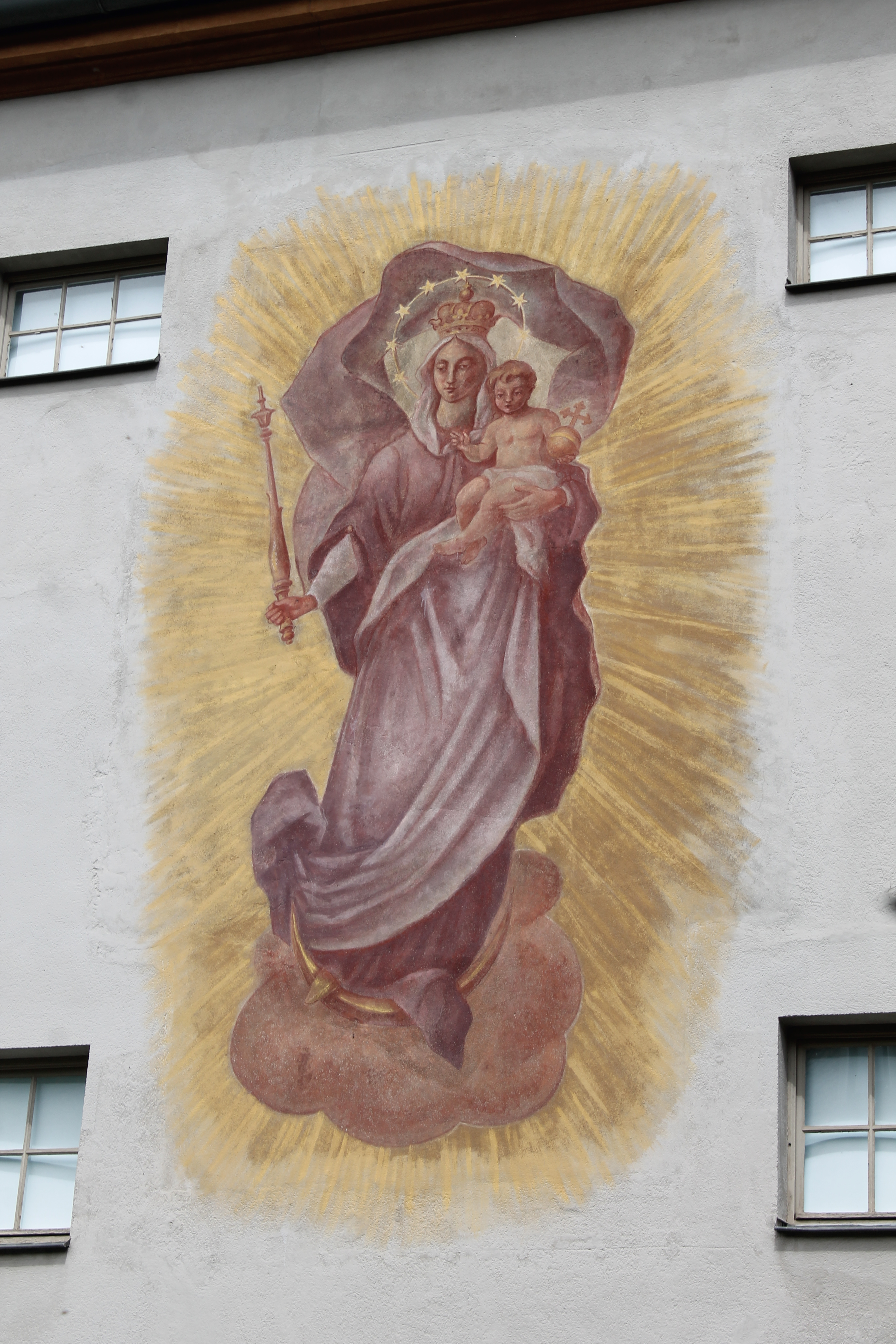
Aufgemaltes Fresko einer Madonna mit Jesuskind, 2025
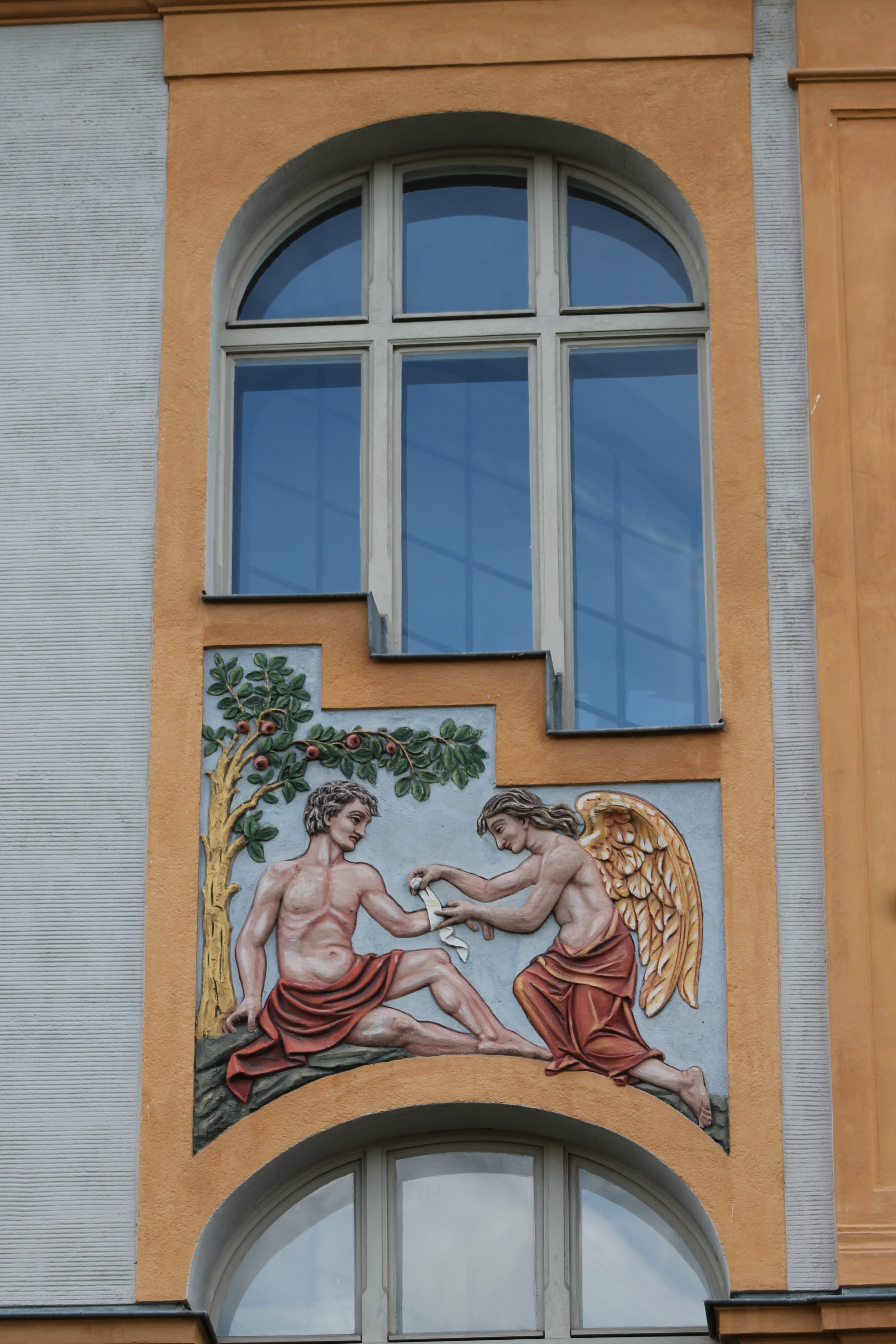
Relief ‚Die Barmherzigkeit‘, 2025
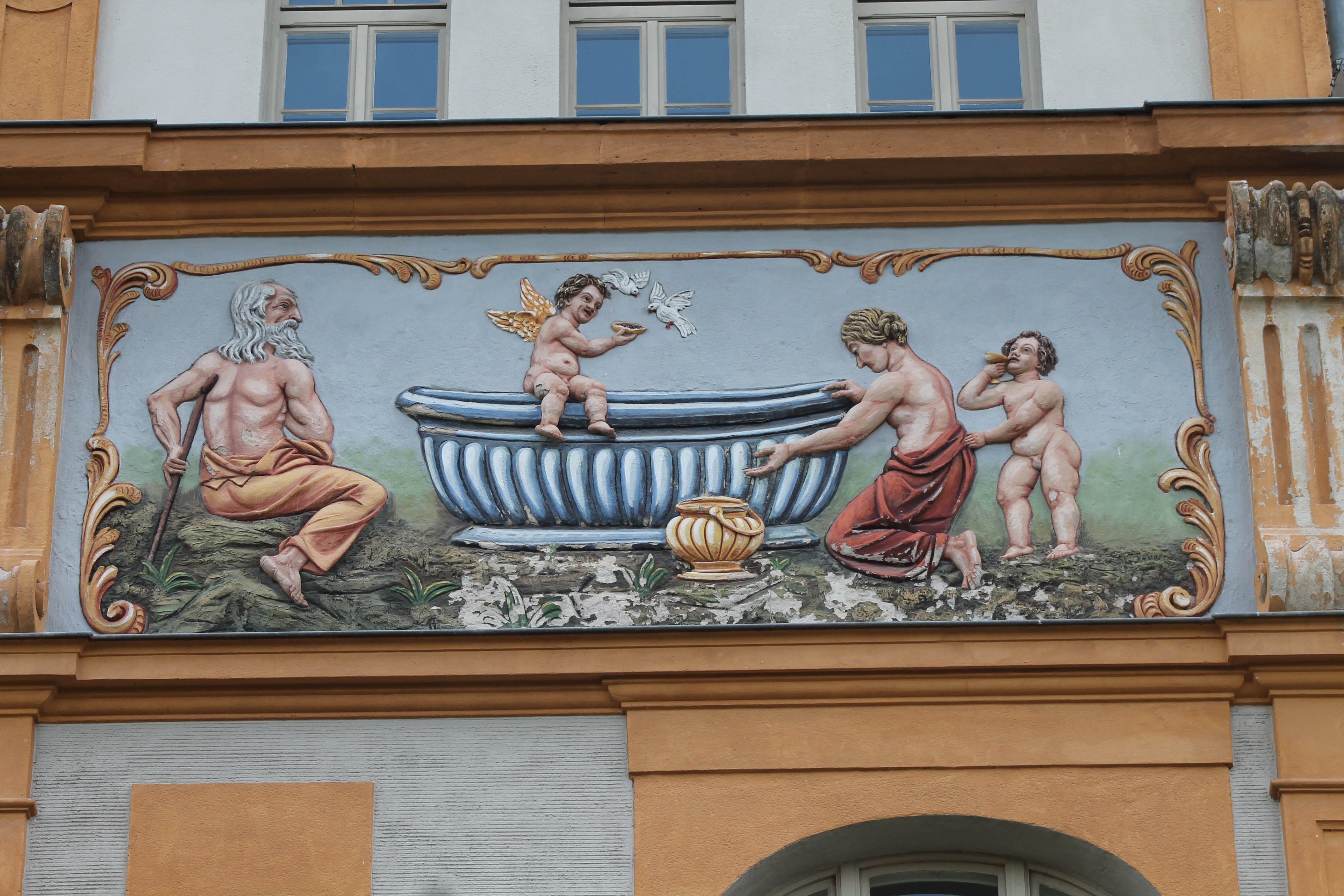
Relief ‚Alter und Jugend am Lebensbrunnen‘, 2025

## Aufgaben
Dem Stadtarchiv obliegt qua Gesetz die archivwesentliche Verantwortung für die Übernahme, Erhaltung und Erschließung des archivwürdigen amtlichen Schriftguts, das bei der Bamberger Stadtverwaltung entsteht. Dazu zählen auch Unterlagen der städtischen Stiftungen, Eigenbetriebe, Beteiligungsgesellschaften sowie – auf Grundlage besonderer Vereinbarungen – der Schulen, Zweckverbände und ihrer jeweiligen Rechtsvorgänger.
Darüber hinaus verwahrt das Stadtarchiv auf ebenso spezifisch vereinbarter Grundlage Nachlässe, Sammlungen sowie Archive von Privatpersonen, Zünften, Vereinen und Unternehmen mit Bezug zur Stadt Bamberg. Insbesondere die Nachlässe und Sammlungen liefern anschauliche subjektive Einblicke in Kultur, Politik, Wissenschaft und Alltagsleben der untersuchten Epochen. Das Archiv sammelt außerdem Dokumentationsmaterial zur Stadtgeschichte. Auch wenn die formale Zuständigkeit auf das Stadtgebiet begrenzt ist, enthalten die Archivalien ebenfalls Informationen zu überregionalen Ereignissen, Personen und Orten.
Zu den Aufgaben des Stadtarchivs gehören neben der Bestandskonservierung auch die Bewertung, Ordnung und Verzeichnung des Archivguts nach archivfachlichen Kriterien. Es unterstützt Nutzerinnen und Nutzer bei der Recherche und leistet Beiträge zur Forschung und Vermittlung von Stadtgeschichte durch Publikationen, Ausstellungen und Bildungsangebote. Dem Archiv ist eine öffentlich zugängliche Präsenzbibliothek angeschlossen. Schwerpunktmäßig auf Bamberg und Franken ausgerichtet, finden sich dort u. a. hilfswissenschaftliche Publikationen, unveröffentlichte Zulassungs-, Diplom- und Magisterarbeiten, Gesetzestexte und Verordnungsblätter sowie eine beinahe vollständige Sammlung von Bamberger Zeitungen seit 1754 (teilweise Mikrofilm bzw. -fiche). Orientierung bieten ein alphabetischer, ein Standort- und ein Schlagwortkatalog.

## Nutzung
Das Stadtarchiv steht allen Interessierten offen, die ein berechtigtes Interesse an der Nutzung der Archivbestände vorweisen können – etwa für wissenschaftliche Forschung, heimatgeschichtliche Arbeiten oder zur Klärung persönlicher Rechtsangelegenheiten. Nach einer Anmeldung inklusive Schilderung des Nutzungsvorhabens erfolgt die Benutzung in der Regel im Lesesaal des Archivs und ist an die Einhaltung der Archivsatzung gebunden. Eingeschränkt oder ausgeschlossen kann die Einsichtnahme in Archivgut sein, wenn gesetzliche Hürden (z. B. Schutzfristen) bestehen oder der Erhaltungszustand der Unterlagen dies erfordert. In solchen Fällen kann das Archiv alternative (ggf. gebührenpflichtige) Nutzungsmöglichkeiten anbieten, etwa durch schriftliche Auskünfte, Kopien oder digitale Reproduktionen. Auch ein Seminarraum für Vorträge steht zur Verfügung. Darüber hinaus bietet das Stadtarchiv anderthalbstündige Gruppenführungen zur allgemeinen oder themenspezifischen Informierung über seine Betätigungsfelder an.

## Bestände
Eine Angabe zum derzeitigen Bestandsumfang liegt nicht vor. Im Jahr 1991 verfügte das Stadtarchiv Bamberg über ca. 5.000 Regalmeter Akten, Rechnungen und Bände, rund 3.000 Urkunden seit dem 13. Jahrhundert, diverse Pläne und etwa 350.000 Fotografien (inklusive Glasnegativen, Vergrößerungen, Dias etc.). Aufgrund eines 1953 geschlossenen Verwahrungsabkommens seitens der Stadt mit dem Historischen Verein Bamberg lagern auch dessen Archivalien als Depositum im Archiv. Es handelt sich dabei um 1.202 Urkunden, 1.649 Amtsbücher und Rechnungen, 1.883 Akten und 11.203 Fotos (Stand: April 2012).
Um die Archivalien bei Eintritt eines bestandsbedrohenden Notstandes (Feuer-, Wasser- oder Gebäudeschäden) zukünftig bestmöglich sichern zu können, trat das Archiv 2019 dem auf diesbezügliche Koordinations- und Präventionsarbeit ausgerichteten ‚Notfallverbund Bamberger Archive, Bibliotheken und Museen‘ bei. Innerhalb dieses Zusammenschlusses kooperiert das Stadtarchiv mit den städtischen Museen, dem Staatsarchiv (bzw. der Generaldirektion der staatlichen Archive Bayerns), der Staatsbibliothek Bamberg, der Otto-Friedrich-Universität Bamberg (Universitätsarchiv und Universitätsbibliothek Bamberg), dem Erzbistum Bamberg (Archiv des Erzbistums und Diözesanmuseum Bamberg), dem Metropolitankapitel Bamberg und der Erzbischöflichen Ernestinischen Seminarstiftung Bamberg (Bibliothek des Priesterseminars Bamberg). Als im August 2023 ein Defekt der hauseigenen Klimaanlage zur Durchfeuchtung von 490 kg Archivgut führte, gelang die Materialsicherung durch umgehende Gefriertrocknung der betroffenen Bestände.

### A-Bestände
Selekte – Urkunden, Pläne und Handschriften, Mikrofilme, Mikrofiches, digitale Bestände:
Ältere und neuere städtische Bestände, die unter Berücksichtigung besonderer konservatorischer Bedingungen gebildet worden sind und teilweise auch Splitter aus nichtstädtischen Beständen und archivisches Sammlungsgut umfassen; die Kategorie ‚Handschriften‘ dient des Weiteren als Auffangbestand für Materialien, die (noch) nicht bestimmten Nachlässen oder privaten Sammlungen zuzuweisen sind.

### B-Bestände
Ältere städtische Bestände – Akten, Rechnungen und Amtsbücher bis ca. 1803:
Unterlagen der städtischen Verwaltung und angeschlossener Stiftungen bis zur Säkularisation 1803 (und in einigen Beständen darüber hinaus); vorwiegend Akten, Bände und Rechnungen; weitgehend nach Provenienz geordnet und komplett durch Repertoiren erschlossen.

### C-Bestände
Neue städtische Bestände – Akten, Rechnungen und Bände des 19. und 20. Jahrhunderts (in Auswahl):
Durch Repertorien, Abgabeverzeichnisse, Registraturübersichten oder Karteien weitgehend erschlossene, nach Provenienzen gegliederte Akten, Bände und Rechnungen der städtischen und stiftischen Verwaltung einschließlich angeschlossener Einrichtungen seit Beginn des 19. Jahrhunderts; daneben auch Unterlagen der eingegliederten Gemeinden Gaustadt, Bug und Wildensorg.

### D-Bestände
Nichtstädtische Bestände – Nachlässe und (Privat-)Sammlungen (Vereine, Zünfte, Firmen, kopiale Quellen aus öffentlichen Archiven):
Heterogene Materialmenge, die sowohl klassisches Archivgut als auch vielfältiges Sammlungsgut enthält; abhängig von individuell vereinbarten Vertragsbedingungen überwiegend durch neuere Repertorien erschlossen.

### Archivische Sammlungen
Typologisch zusammengefasste, durch Findmittel erschlossene Einheiten von Plakaten, Drucksachen, Modellen, Ton- und Filmträgern sowie einer vorarchivischen Kriegs-Sammlung mit Materialien über den 1. Weltkrieg und einer Siegel- und Stempelsammlung; wichtige zeitgeschichtliche Dokumentation mit umfangreichen textlichen und bildlichen Quellen zur Stadtgeschichte.

## Ausstellungen
Das Stadtarchiv selbst listet auf seiner Homepage 47 vergangene Ausstellungen (Stand: Juni 2025) auf. Hinzu kommt die dort nicht vermerkte Ausstellung „Kriegsende“ vom 11. März 2025 bis zum 25. Juli 2025, die sich in den Räumlichkeiten der VHS Bamberg mit der historischen Erfahrung der ‚Stunde Null‘ in und um Bamberg auseinandersetzt.
- 7. März 2024 bis 14. Juni 2024: Orte der Demokratie in Bayern. Die Ausstellung des Bayerischen Landtags – eine Reise durch unsere Demokratiegeschichte
- 20. Dezember 2022 bis 24. Februar 2023: Willy-Brandt-Wanderausstellung
- 5. März 2021 bis 15. November 2022: 150 Jahre Album der Stadt Bamberg – Teil 2
- 12. Oktober 2021 bis 4. März 2022: 150 Jahre Album der Stadt Bamberg – Teil 1
- 30. März 2020 bis 5. Juli 2020: Zum 100. Geburtstag der Fotografin Ingeborg Limmer
- 12. Dezember 2019 bis 14. Februar 2020: Die Prager Burg-Fotografien des Fotografen Alan Pajer
- 3. April 2019 bis 30. September 2019: Landtag und Staatsregierung im Exil. Die Bamberger Verfassung von 1919
- 12. November 2018 bis 11. Januar 2019: Zeichen der Zeit: Zehn Dekaden Bayern in Farbe und Form
- 13. April 2018 bis 15. Juni 2018: Im Gedenken der Kinder – Die Kinderärzte und die Verbrechen an Kindern in der NS-Zeit
- 11. Februar 2018 bis 29. März 2018: Wanderausstellung Vergissmeinnicht – über das Schicksal jüdischer Kinder in der Zeit des Nationalsozialismus
- 7. November 2017 bis 12. Januar 2018: Der Kommunismus in seiner Zeit
- 29. Mai 2017 bis 23. Juni 2017: Fotos von Václav Havel unter dem Titel ‚Herz von Prag‘ des Fotografen Alan Pajer
- 3. April 2017 bis 3. Mai 2017: Ansichtskarten aus der tschechischen Stadt Troppau (heute: Opava); Gruß aus Troppau
- 11. November 2016 bis 11. Dezember 2016: Wanderausstellung der Deutschen Stiftung Denkmalschutz: Seht welch kostbares Erbe
- 29. Februar 2016 bis 30. April 2016: Bierstadt Bamberg. Eine Fotoausstellung rund um den Gerstensaft
- 3. August 2015 bis 10. November 2015: ‚1000 Jahre Kloster Michaelsberg‘. Die Ausstellung. Klöster und Stifte in Bamberg
- 25. Januar 2015 bis 5. Mai 2015: Vom Kriege verschont…? Über das Ende des 2. Weltkrieges in Bamberg
- 11. Dezember 2014 bis 16. Januar 2015: Weltkulturerbe. Anlässlich des 21. Jahrestags der Erhebung der historischen Altstadt zum Weltkulturerbe
- 30. Januar 2014 bis 30. Mai 2014: Blickpunkte – 60 Jahre Fotografie Walter Kohn
- 28. Juni bis 13. September 2013: Von Schülern des Bamberger Dientzenhofer-Gymnasium initiierte Ausstellung ‚Kain denk mal Böse‘
- Frühjahr 2012 bis 24. November 2012: Für Klöster, Adel und Bürger. Parks und Gärten in Bamberg
- 8. Dezember 2010 bis 1. Juli 2011: Der Wilhelmsplatz – Zwischen Platzgestaltung und Verkehrsverteiler
- 1. Juli 2010 bis 27. August 2010: 40 Jahre Bundesliga-Basketball in Bamberg. In Zusammenarbeit mit Brose Baskets Bamberg
- 30. September 2009 bis 26. Februar 2010: Seesbrücke – Ludwigsbrücke – Kettenbrücke. 1000 Jahre Brückengeschichte in Bamberg
- 4. August 2008 bis 23. Dezember 2008: Wegen besonderer Verdienste… – Bambergs Ehrenbürger: Eine Dokumentation
- 13. Juni 2007 bis 21. Dezember 2007 (gemeinsam mit dem Archiv des Erzbistums Bamberg): Sakralbauten in Bamberg
- 15. Januar 2007 bis 2. März 2007 (‚Institut Denkunternehmung‘ in Kooperation mit der Karl Amadeus Hartmann-Gesellschaft): Karl Amadeus Hartmann (1905–1963). Musik, die alle Menschen angeht
- 7. Juni 2006 bis 22. September 2006: Stählung des Körpers und Festigung des Willens. Schlaglichter der Sportgeschichte Bambergs
- 6. Mai 2006 (gemeinsam mit dem Archiv des Erzbistums Bamberg und dem Staatsarchiv Bamberg): Beteiligung am ‚Tag der Archive‘
- 16. November 2005 bis 27. Januar 2006: Zwischenstation Bamberg: Julius von Minutoli (1804–1860) zwischen Berlin und Persien
- 22. Juli 2005 bis 18. September 2005: Der lange Weg zur Stadtverfassung. Das Gerichtsprivileg für Bamberg von 1355
- 25. September 2004 (gemeinsam mit dem Archiv des Erzbistums Bamberg und dem Staatsarchiv Bamberg): Beteiligung am ‚Tag der Archive‘
- 6. Dezember 2002 bis 14. März 2003: Alois Erhardt (1827–1902) und Josef Valentin Herd (1837–1902) – Pioniere der Denkmaldokumentation in Bamberg
- 25. September 2002 bis 27. Oktober 2002: Gewissenlos gewissenhaft. Menschenversuche im Konzentrationslager, die das Institut für Geschichte der Medizin der Universität Erlangen 2001 erarbeitete
- 3. Juli 2002 bis 23. August 2002: Deutsche Jüdische Soldaten. Von der Epoche der Emanzipation bis zum Zeitalter der Weltkriege
- 22. Mai 2002 bis 21. Juni 2002: Sklaven im Baragan – Die Deportation aus dem Banat in die Baragansteppe Rumäniens
- 9. März 2002 bis 28. März 2002: Staatssicherheit – Garant der SED-Diktatur
- 27. Juni 2001 bis 1. August 2001: Das schönste Amt der Welt. Die bayerischen Ministerpräsidenten von 1945 bis 1993
- 9. März 2001 bis 30. März 2001: Ausstellung des Bundes deutscher Architekten, Kreisverband Ober- und Mittelfranken: Auszeichnung guter Bauten 2000. Darunter die autofreie Neubausiedlung der Stadtbau GmbH Bamberg in Bamberg-Gaustadt
- 29. November 2000 bis 19. Januar 2001: Ansichtskarten erzählen Geschichte. Die Stadt Posen 1896–1918
- 19. Juli 2000 bis 27. Oktober 2000: Fotograf aus Leidenschaft und mit Gefühl. Max Gardill (1914–1987)
- 23. September 1999 bis 19. November 1999: Räterepublik oder parlamentarische Demokratie - Die ‚Bamberger‘ Verfassung von 1919 (mit Begleitband)
- 17. Juni 1999 bis 13. August 1999: Dekorationsmalerei in Franken von der Gründerzeit bis zum 2. Weltkrieg. Die Firma Mayer & Cie. in Bamberg
- 24. Februar 1999 bis 26. März 1999: Hexenglaube und Hexenverfolgung in Franken
- 29. April 1998 bis 12. Juni 1998: Bamberg und die Revolution von 1848/49 (mit Begleitband)
- 17. Februar 1998 bis 20. März 1998: Hans Erlwein. Stadtbaurat in Dresden 1905–1914
- 1984: Die Straßenbahn in Bamberg[52]